# Радченко (городское поселение)
Посёлок Ра́дченко — муниципальное образование со статусом городского поселения в Конаковском районе Тверской области Российской Федерации.
Административный центр — посёлок городского типа Радченко.

## История
Статус и границы городского поселения установлены Законом Тверской области от 28 февраля 2005 года N 31-зо «Об установлении границ муниципальных образований, входящих в состав территории муниципального образования Тверской области "Конаковский район", и наделении их статусом городского, сельского поселения»

## Население
| 2010  | 2011  | 2012  | 2013  | 2014  | 2015  | 2016  |
| ----- | ----- | ----- | ----- | ----- | ----- | ----- |
| 1857  | ↘1847 | ↘1831 | ↘1770 | ↘1734 | ↗1739 | ↘1714 |
| 2017  | 2018  | 2019  | 2020  | 2021  |       |       |
| ↗1715 | ↗1725 | ↘1692 | ↘1643 | ↘1321 |       |       |

## Состав городского поселения
В состав муниципального образования входят 3 населённых пункта:
| № | Населённый пункт         | Тип населённого пункта | Население |
| - | ------------------------ | ---------------------- | --------- |
| 1 | Новомелково              | посёлок                | 208       |
| 2 | Радченко                 | пгт                    | ↘1172     |
| 3 | Турбаза «Верхневолжская» | населённый пункт       | 112       |